# Axymyia furcata
Axymyia furcata är en tvåvingeart som beskrevs av Mcatee 1921. Axymyia furcata ingår i släktet Axymyia och familjen Axymyiidae. Inga underarter finns listade i Catalogue of Life.